# Canthigaster cyanetron
Canthigaster cyanetron, conhecido popularmente como baiacu-anão-rapa-nui ou baiacu-de-barriga-azulada, é uma espécie de baiacu do gênero Canthigaster. Endêmico da Ilha de Páscoa.

## Biologia
Grande parte de sua biologia é desconhecida. Vive entre corais e rochas. Se alimentam de camarões e pequenos crustáceos. Podem crescer até 7.1 cm.